# Familia Arbore

Stema lui Luca Arbore

Familia Arbore a fost o familie boierească din Moldova din secolul al XV-lea.

### Arbore Campodux
Arbore Campodux e raportat ca primul autor al Cronicii lui Huru și ar fi fost un conducător de oști pe vremea lui Bogdan I. Din cauza izvoarelor istorice care nu confirmă nimica despre Campodux el e reputat ca fals.

### Familia în secolul al XV-lea
Luca/Carstea Arbore, tatăl lui Luca Arbore era prăcârlab de Neamț trăia încă pe la 1475 tot guvernatorul Neamțului. Hatmanul Luca Arbore era un portar faimos de Suceava. La sfârșitul secolului al XV-lea până în secolul al XVI-lea era un boier vestit. Era sfetnic de încredere al lui Ștefan cel Mare. El ia slujit și pe Bogdan al III-lea și Ștefăniță, care era încă minor pe vremea când a luat tronul Moldovei.

#### Căderea de la grație a familiei Arbore
În Aprilie 1523 Ștefăniță îl decapitează pe Luca Arbore, iar mai târziu, aceluiași an și pe fii săi, Toader și Nichita. După aceasta niște rude apropiate ale Hatmanului Luca Arbore sau retras la moșia lor din Bucovina, satul Arbore.

### Membrii Familiei
Arbore Campodux primul autor al cronicii Huru, conducator de Osti, personaj fictiv
Luca/Carstea Arbore Guvernator/pracarlab al Neamtului
Luca Arbore Hatman
Iuliana sotia lui Luca Arbore

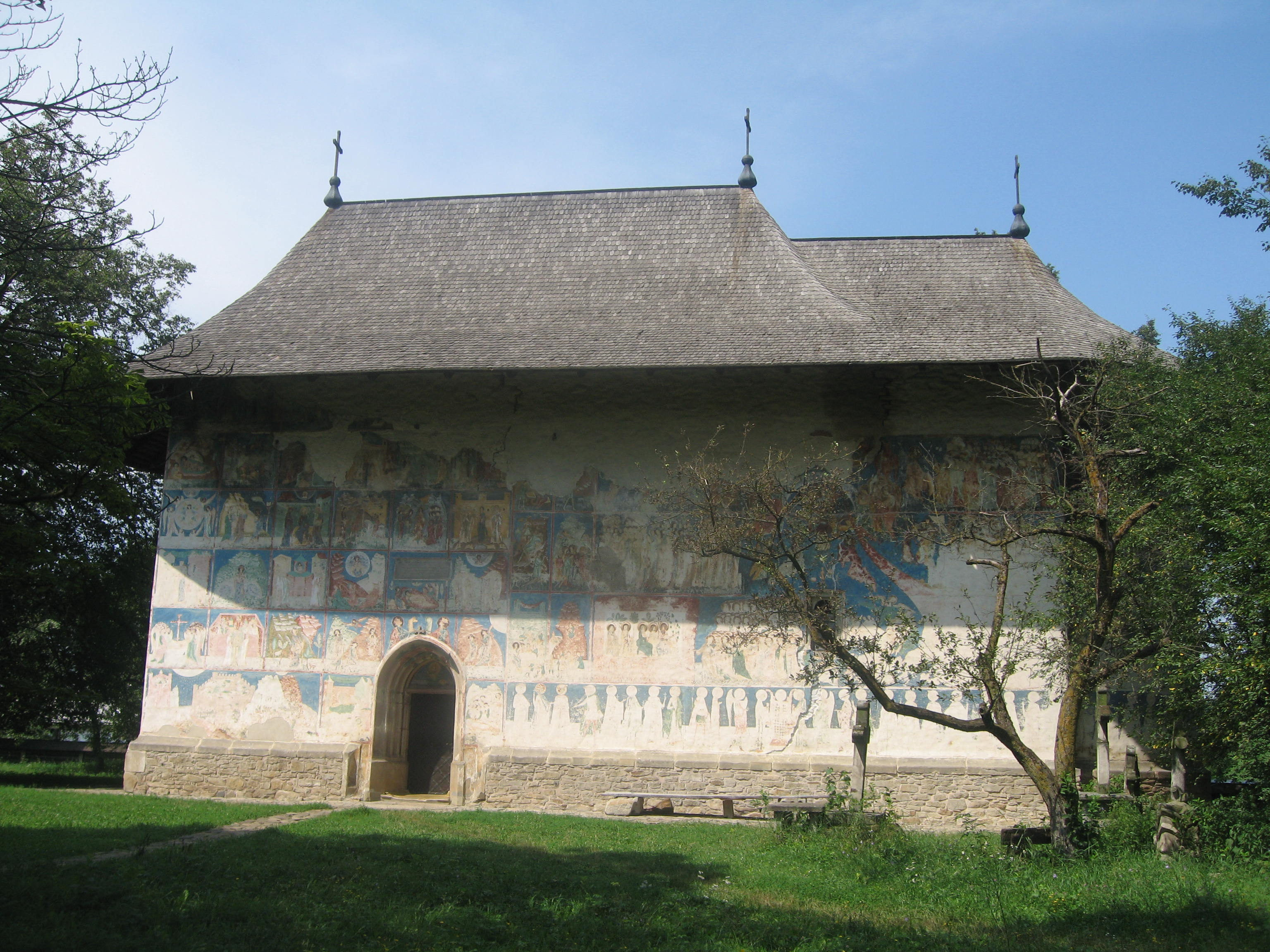
Biserica Arbore construită de Luca Arbore în 1502

Ion Pitar, fiul lui Luca/Carstea Arbore
Anusca sora lui Luca/Carstea Arbore
Nichita si Toader decapitati de Stefanita Voda, fii lui Luca Arbore 
Gliga si Ioan fii lui Luca Arbore (Ioan a murit tanar)
Rubero Arbore fiul lui Luca Arbore (?)
Odochia, Sofia, Nastasia, Maria, Stanca, Ana fiicele lui Luca Arbore
Dragos nepotul lui Luca Arbore
Mihu Arbore Hatman sub domnia lui Petru Voda Rares
Gliga Arbore fiul lui Mihu Arbore, a fugit in Polonia cu doua Calugarite
Radu Arbore  subscris intrun act din Bucovina din 1680
Sandu Arbore Stegar
Luca Arbore II
Dumitru Arbore Vel-Paharnic, fiul lui L. Arbore II
Smaranda fiica lui Dumitru Arbore, sotia lui Zamfirache Ralli, mama lui Constantin Ralli
Constantin Ralli Arbore fiul infiat al lui Dumitru (1811-1856)
Elena maritata cu generalul rus MiKhail Mackeff, fiica lui Constantin
Maria casatorita in caucaz, fiica lui Constantin
Vladimir fiul lui Constantin
Zamfir C. Arbore publicist (1848-1933), fiul lui Constantin
Dumitru, Ecaterina, Nina Copii lui Zamfir Arbore.